# Rucmance
Rucmance en serbe latin et Rucmanc en albanais (en serbe cyrillique : Руцманце) est une localité du Kosovo située dans la commune/municipalité de Leposavić/Leposaviq, district de Mitrovicë/Kosovska Mitrovica. Selon des estimations de 2009 comptabilisées pour le recensement kosovar de 2011, elle compte 10 habitants, dont une majorité de Serbes.

## Géographie
Rucmance/Rucmanc est située à 24 km au sud-est de Leposavić/Leposaviq. Le village fait partie de la communauté locale de Sočanica/Soçanicë.

## Démographie

### Évolution historique de la population dans la localité
| 1948 | 1953 | 1961 | 1971 | 1981 | 1991 | 2009 |
| ---- | ---- | ---- | ---- | ---- | ---- | ---- |
| 130  | 139  | 160  | 128  | 42   | 12   | 10   |

|  |